# Купчичи
Купчичи (укр. Купчичі) — село в Сосницком районе Черниговской области Украины. Население 227 человек. Занимает площадь 1,04 км².
Код КОАТУУ: 7424983002. Почтовый индекс: 16141. Телефонный код: +380 4655.

## Власть
Орган местного самоуправления — Зметневский сельский совет. Почтовый адрес: 16141, Черниговская обл., Сосницкий р-н, с. Зметнев, ул. Придеснянская, 51.